# Aphonopelma xanthochromum
Aphonopelma xanthochromum är en spindelart som först beskrevs av Valerio 1980.  Aphonopelma xanthochromum ingår i släktet Aphonopelma och familjen fågelspindlar.
Artens utbredningsområde är Costa Rica. Inga underarter finns listade i Catalogue of Life.